# Bestandserhaltung
Unter Bestandserhaltung versteht man alle Maßnahmen, die der dauerhaften Erhaltung von Museums-, Bibliotheks- und Archivgut dienen. Man unterscheidet zwischen präventiver Bestandserhaltung zur Sicherung des Erhaltungszustandes sowie der Konservierung und Restaurierung als Wiederinstandsetzung geschädigten Bibliotheks- und Archivguts.

## Aufgabe
Unter den Bibliotheken sind besonders die Landes- und Nationalbibliotheken mit der dauerhaften Aufbewahrung von Schrifttum beauftragt. Aber auch jenseits dieser Archivbibliotheken befinden sich wertvolle Bibliotheksbestände, die bestandserhaltender Maßnahmen bedürfen. Archive sind nach den Archivgesetzen des Bundes und der Länder verpflichtet, das in ihre Obhut gegebene Archivgut „auf Dauer zu sichern“. Einige Archivgesetze präzisieren, dass das Archivgut „in seiner Entstehungsform zu erhalten“ ist. Teilweise ermöglichen sie auch die enthaltenen Informationen in anderen Formen zu archivieren, sofern die Erhaltung des Originals nicht oder nur mit erheblichem Aufwand möglich ist. Die Bestandserhaltung hat nach Maßgabe des archivfachlichen Erkenntnisstandes zu erfolgen. Damit ist zuallererst auf die einschlägigen DIN- resp. ISO-Normen (DIN ISO 11799, 16245, 9706, 11798 und 6199) verwiesen, im weiteren Sinne auf die archivarische Fachliteratur und hier wiederum besonders auf die Empfehlungen der „Konferenz der Leiterinnen und Leiter der Archivverwaltungen des Bundes und der Länder“ (KLA) und des „Unterausschusses Bestandserhaltung der Bundeskonferenz der Kommunalarchive beim Deutschen Städtetag“ (BKK).

## Schadensbilder

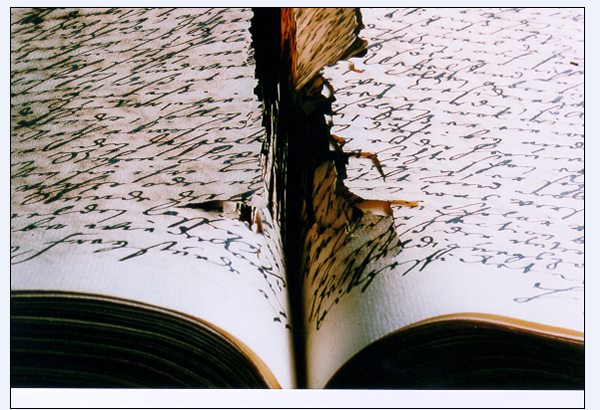
Buchseiten mit Papierzerfall durch Tintenfraß

Die dauerhafte Erhaltung von Archivgut ist durch eine Vielzahl endogener und exogener Gefahren bedroht. Die Schädigung kann durch mechanische, chemische und biologische Prozesse sowie durch Vernachlässigung, Diebstahl und Vandalismus eintreten. Bei Großschadensereignissen wie dem Einsturz des Kölner Stadtarchivs oder dem Brand der Herzogin Anna Amalia Bibliothek treten solche Schäden häufig in Gemengelage auf.
- chemische Schäden, z. B.
  - Papierzerfall durch Säurebildung in ligninhaltigem Papier
  - Tintenfraß
  - Verblassen von Schreibstoffen durch Lichteinfall
  - Rost von Heftklammern und anderen Metallteilen
  - Weichmacher in Klarsichtfolien oder Klebestreifen
  - „Aussilbern“ von alten Fotografien
  - Ablättern von Handschriftenilluminationen durch Spannungsschäden sowie Mangel oder Abbau von Bindemitteln in der Malschicht
  - Abbaureaktionen von Papier, Pergament etc. durch Luftschadstoffe (z. B. Ozonausdünstungen von alten Kopiergeräten)[6]
- Papierfischchen gedeihen im Gegensatz zu anderen Fischchen gut im trockenen Magazinklima bei ca. 50 % relativer Luftfeuchtigkeitbiologische Schäden, z. B.

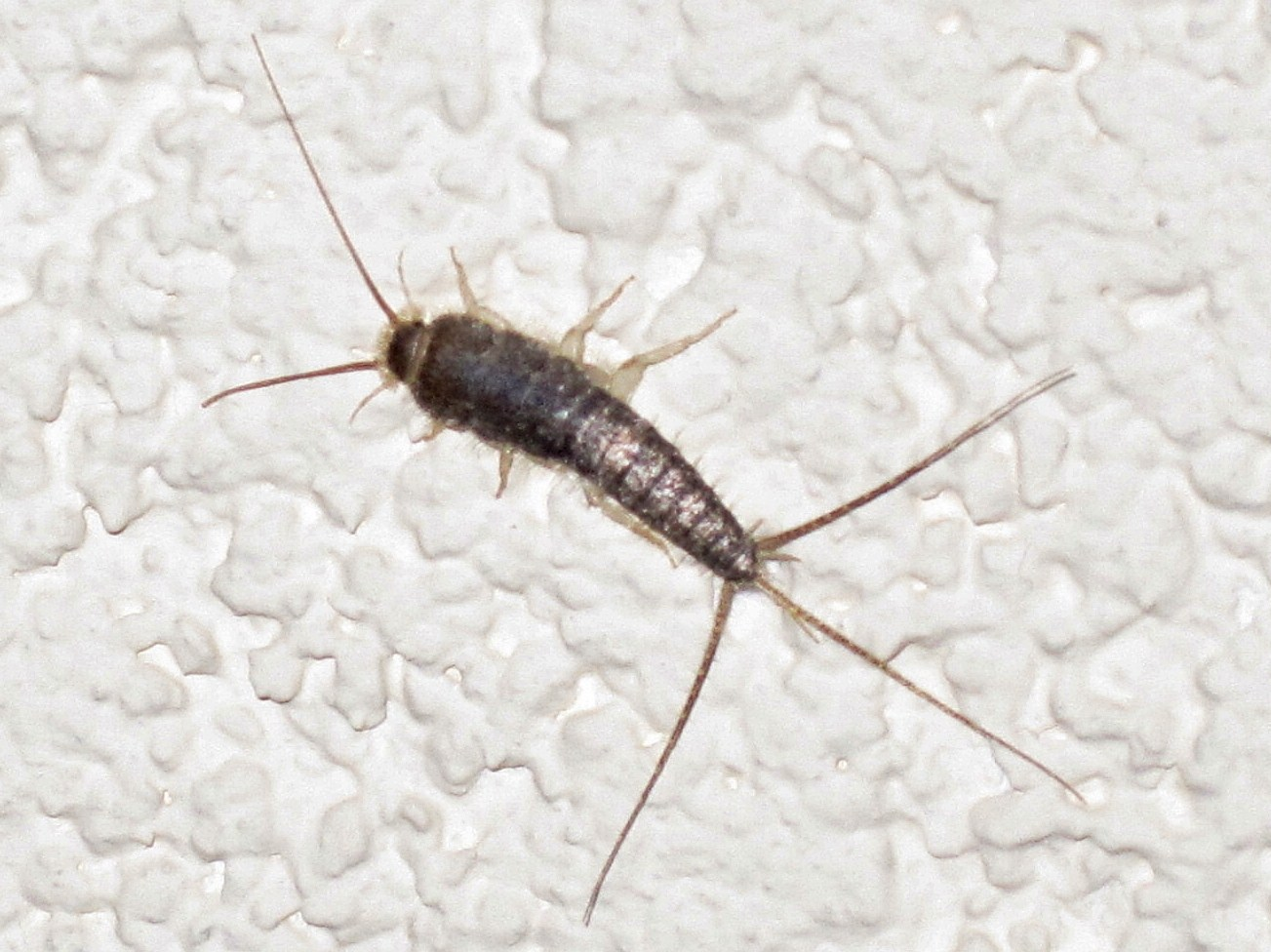
Papierfischchen gedeihen im Gegensatz zu anderen Fischchen gut im trockenen Magazinklima bei ca. 50 % relativer Luftfeuchtigkeit

  - Befall durch Mikroorganismen wie Schimmelpilzen
  - Fraßschäden durch Mäuse, Silberfischchen und Papierfischchen
- mechanische Schäden, z. B.
  - Risse durch Benutzung oder Transport
  - Abrieb oder Abplatzen von Schreibstoffen
  - Glasbruch an Fotoplatten
  - Abreißen von Buchrücken durch unsachgemäße Entnahme
  - Bruch des Buchrückens durch zu weite Öffnungswinkel (180°) bei Handschriften und alten Drucken
  - Beschädigung durch ungeeignete Hilfsmittel wie Büro- und Heftklammern, Klebezettel, ungeeignete Radiergummis
  - Beschädigung des Buchrückens durch selbstklebende Signaturschilder
  - Beschädigung von Buchseiten durch wasserbasierte Besitzstempel von Bibliotheken, deren Farbe „ausbluten“ kann und die sich manchmal zur Blattrückseite durchschlagen
- Diebstahl
- Vandalismus
- Großschadensereignisse wie Brände

Das quantitativ bedeutendste Schadensbild in modernen Archiven ist der Zerfall säurehaltigen Papiers, von dem nahezu das gesamte Schriftgut aus der Zeit zwischen der Mitte des 19. Jahrhunderts und dem Ende des 20. Jahrhunderts betroffen ist. An zweiter Stelle stehen mechanische Schäden durch fehlende Verpackung und unsachgemäße Benutzung, an dritter und vierter Stelle schließlich das Vorhandensein von Metallteilen und der Tintenfraß. Schäden durch Schimmelbefall oder Brandschäden sind zwar relativ selten, können aber in kurzer Zeit zur Zerstörung des Archivguts führen.

## Präventive Bestandserhaltung

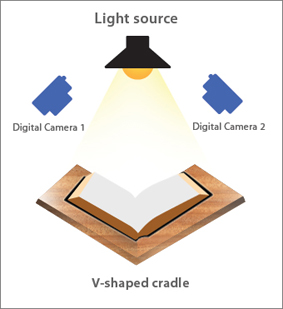
Schematische Darstellung einer Buchwiege (unten)

Präventive Bestandserhaltung beginnt mit der Schaffung von Problembewusstsein bei Archivpersonal und Verwaltung und schreitet fort mit der Planung der Bestandserhaltung, der fachgerechten Verpackung und Lagerung bis zur Sorge für eine schonende Benutzung. Hier gibt es viele Überschneidungen mit der Präventiven Konservierung. Durch die Schaffung von optimalen Umgebungsbedingungen können Konservierungs- und Restaurierungsmaßnahmen, die direkt ins Original eingreifen, möglichst reduziert werden. Die Präventive Bestandserhaltung beinhaltet zunächst die Gestaltung der Lagerungsbedingungen im Magazin, ferner die regelmäßige Überwachung auf Schadensrisiken, bis hin zur Priorisierung bestimmter Maßnahmen vor dem Hintergrund begrenzter Mittel. Nicht zuletzt ist es notwendig, für Notfälle Vorsorge zu treffen.
Da ein Großteil der Schadensbilder durch hohe Luftfeuchtigkeit und Wärme befördert wird, kommt unter den Lagerungsbedingungen dem Magazinklima eine zentrale Bedeutung zu. Durch Einhaltung einer stabilen Raumtemperatur von ca. 18 °C und einer relativen Luftfeuchtigkeit von ca. 50 % können sowohl dem Befall durch Schimmel und Insekten vorgebeugt als auch die endogenen Zerfallsprozesse im Archivgut verlangsamt werden. Diese Klimawerte müssen regelmäßig überprüft und gegebenenfalls durch Lüften oder Klimatechnik eingestellt werden. Für einige, vor allem fotografische Materialien sind jedoch deutlich abweichende Klimawerte optimal. Eine ebenso wirksame Maßnahme der Bestandserhaltung ist die Umbettung übernommenen Schriftguts. Dabei wird das Material nicht nur gereinigt und von Schadensursachen wie Eisenteilen, Klarsichtfolien und Klebestreifen befreit, sondern auch durch Verpackung gegen äußere Einwirkungen geschützt.
Durch Lesesaalaufsicht, Bereitstellung von Buchwiegen und Schutzhandschuhen sowie durch die Herstellung von Digitalisaten oder Mikrofilmen kann vermieden werden, dass Archivgut durch Nutzung beschädigt wird. Ferner muss das Archivgut gegen Diebstahl, Brand und Wasserschäden gesichert werden.
Im Rahmen der vorarchivischen Betreuung von Schriftgutproduzenten sollten Archive ferner auf die Benutzung alterungsbeständiger Schreib- und Beschreibstoffe dringen, wie sie in den Normen DIN ISO 9076 und 11798 beschrieben sind.

## Konservierung und Restaurierung
Restaurierungsmaßnahmen sind fast immer mit weitaus größeren Kosten verbunden als Maßnahmen der präventiven Bestandserhaltung. Daher ist in jedem Fall sicherzustellen, dass vor solchen Maßnahmen die Schadensursachen abgestellt werden. Daraufhin sind die zu restaurierenden Archivalien zu priorisieren. Ausschlaggebend ist dabei das Risiko weiterer Schädigungen – z. B. das Auseinanderfallen des Buchblocks bei Büchern mit beschädigten Einbänden – und des drohenden Informationsverlustes. Ziel sollte vor allem die Benutzbarkeit, weniger die ästhetische Anmutung des Objekts sein. In einem dritten Schritt muss die geeignete Restaurierungsmaßnahme ausgewählt werden. Dabei müssen Kosten, Benutzbarkeit und Ansprüche an die Authentizität der Archivalien abgewogen werden. Wegen der hohen Kosten, selbst für Massenverfahren wie die Papierentsäuerung, kommt der Mittelbeschaffung für notwendige Restaurierungsmaßnahmen und der zielgerichteten Öffentlichkeitsarbeit (Fundraising) eine hohe Bedeutung zu.
Seit 2011 widmet sich die Koordinierungsstelle für die Erhaltung des schriftlichen Kulturguts (KEK) bundesweit den Fragen der Bestandserhaltung und setzt sich für Ansätze zur Sicherung des schriftlich überlieferten Kulturerbes in Bibliotheken, Archiven, Museen und anderen Institutionen ein. Die KEK wurde auf Initiative des ehemaligen Kulturstaatsministers Bernd Neumann gegründet und gemeinsam von Bund und Ländern an der Stiftung Preußischer Kulturbesitz eingerichtet und bei der Staatsbibliothek zu Berlin angesiedelt.

## Digitale Bestandserhaltung
Mit der Übernahme digitalen Schriftguts stehen Archive heute vor der Herausforderung, völlig neue Konzepte für die Bestandserhaltung zu entwickeln. Stand für analoges Archivgut vor allem die Erhaltung der Substanz des Informationsträgers im Vordergrund, ist nunmehr die Erhaltung der bedeutsamen Eigenschaften einer digitalen Repräsentation das Kriterium einer gelungenen Bestandserhaltung: Es reicht im Fall digitaler Medien nicht aus, allein die Bitfolge des Mediums auf einem Datenträger zu bewahren, vielmehr erfordert es die schnelle Entwicklung der zu dessen interpretierbarer Darstellung notwendigen Software, auch diese in die Überlegungen zur Bestandserhaltung einzubeziehen. Die wichtigsten Konzepte im Bereich der digitalen Bestandserhaltung sind demgemäß Emulation (die Rekonstruktion einer Anwendungsumgebung, um die Darstellung nicht mehr unterstützter Dateiformate sicherzustellen) und Migration (die fortlaufende Umwandlung veralteter Dateiformate in Formate, die in aktuellen Anwendungsumgebungen dargestellt werden können). Unterstützend wird die Standardisierung archivfähiger Formate (z. B. PDF/A) und die Einschließung des digitalen Archivguts in metadatenangereicherte Pakete (z. B. Archival Information Package, AIP) angestrebt.